# 新高祠
新高祠為台灣日治時期於1925年設立於臺中州新高郡新高山（今玉山）山頂之神社，其在二戰後拆毀，原址曾設立中華民國時任監察院院長于右任像，現為玉山主峰山頂石碑所在。

## 介紹
新高祠的設置可追溯至1906年10月，森丑之助陪同殖產局技師川上瀧彌前往新高山採集植物標本，當時森丑之助即帶了一座小祠置於山頂。於1907年，森丑之助於臺灣日日新報投書期望能在新高山上設置臺灣神社之「御分祠」。1908年，森丑之助、野呂寧和志田梅太郎在前往新高山之前，森氏特別在臺北訂造了檜木製小神祠，木質表面覆有赤銅薄片，下有抽屜可放置登頂者之名片、印章、印泥等物品，並將此神祠放置於新高山頂上。1925年適逢臺灣始政三十周年，時任新高郡守村田豐次郎以效仿信仰富士山的淺間神社，日本帝國之第一高山亦應有神社設立，且神社能增進臺灣原住民的神道信仰為由，發起設立「新高祠」。新高祠為石造，其建材係來自集集附近濁水溪溪底的砂岩。其於大正14（1925）年7月12日鎮座，社格為未列格的「社」，祭神為北白川宮能久親王、開拓三神（大國魂命、大己貴命、少彥名命）、大山祇命（山神），例祭日為10月不特定日。此後每年，均由臺中州知事或新高郡守帶領新高郡內的布農族原住民代表一同上山參拜。

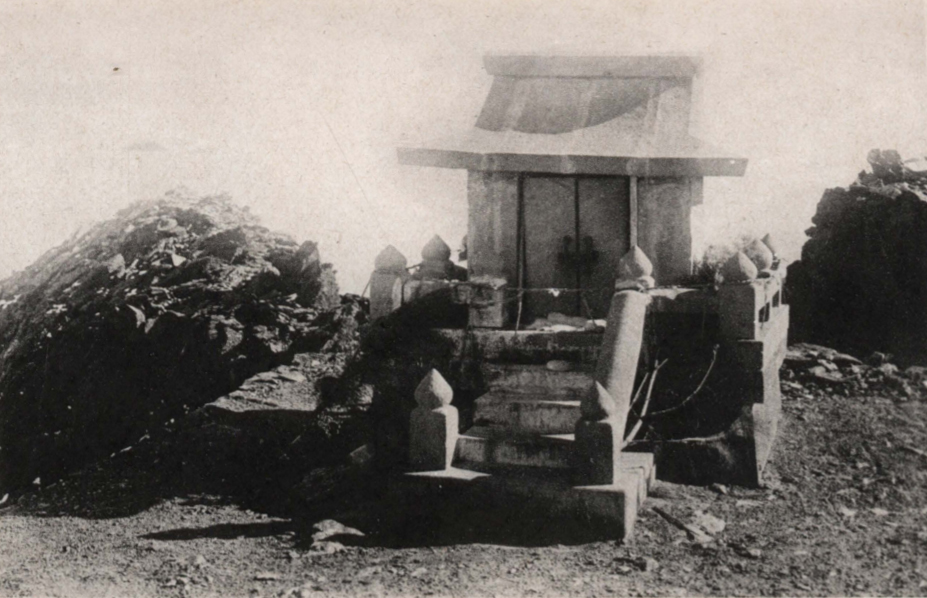
新高祠正面